# Pascoïta
La pascoïta és un mineral de la classe dels òxids que pertany i dona nom al grup de la pascoïta. Rep el nom de la província i del Departament de Pasco, al Perú, on es troba la seva localitat tipus.

## Característiques
La pascoïta és un òxid de fórmula química Ca₂Ca(V10O28)·17H₂O. Es tracta d'una espècie aprovada per l'Associació Mineralògica Internacional, i publicada per primera vegada el 1914. Cristal·litza en el sistema monoclínic. La seva duresa a l'escala de Mohs és 2,5.
Segons la classificació de Nickel-Strunz, la pascoïta pertany a «04.HC: [6]-Sorovanadats» juntament amb els següents minerals: lasalita, magnesiopascoïta, hummerita i sherwoodita.
Les mostres que van servir per a determinar l'espècie, el que es coneix com a material tipus, es troben conservades a la Universitat Harvard, a Boston, amb el número de registre: #1017012, i a les col·leccions mineralògiques del Museu Nacional d'Història Natural, l'Smithsonian, situat a Washington DC (Estats Units), amb els números de registre: 87662 i 93297.

## Formació i jaciments
Va ser descoberta a la mina Ragra, situada al districte de Huayllay de la província de Pasco (Departament de Pasco, Perú). També ha estat descrita en alguns altres indrets d'Amèrica i Europa.